# Fleischbachkees
Fleischbachkees är en glaciär i Österrike. Den ligger i förbundslandet Tyrolen, i den västra delen av landet. Fleischbachkees ligger 2 699 meter över havet.
Den högsta punkten i närheten är Grosser Rotstein, 3 147 meter över havet, väster om Fleischbachkees.
Trakten runt Fleischbachkees består i huvudsak av alpin tundra.